# Calomyspoena santacruzi
Calomyspoena santacruzi is een spinnensoort in de taxonomische indeling van de Mysmenidae.
Het dier behoort tot het geslacht Calomyspoena. De wetenschappelijke naam van de soort werd voor het eerst geldig gepubliceerd in 1983 door L. Baert & Maelfait.